# متجر القنب

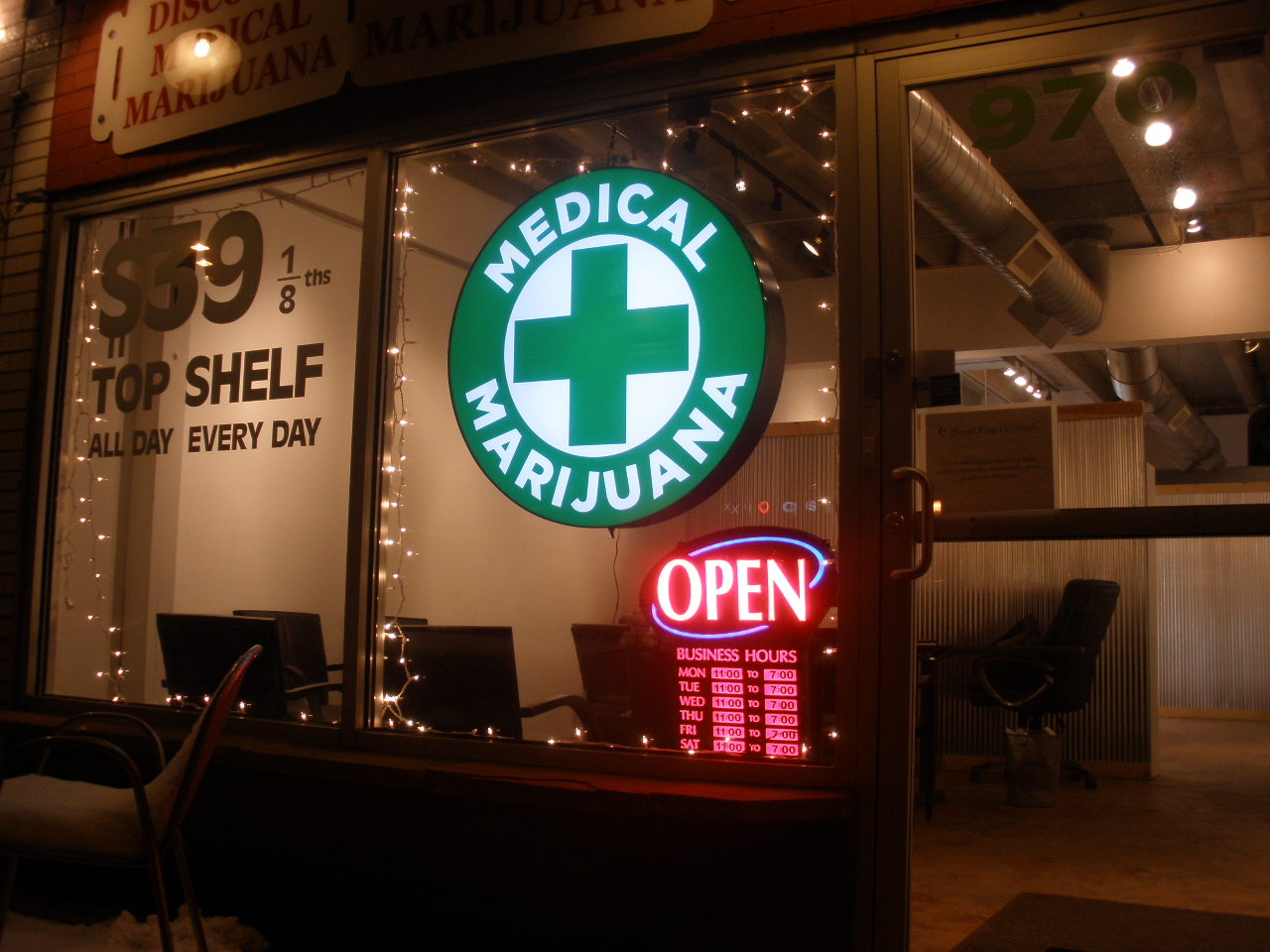
مستوصف الحشيش في دنفر

متجر القنب، مستوصف القنب، أوتعاونية القنبهو الموقع الذي تباع الماريجوانا للاستخدام الترفيهي أو الطبي. في هولندا تسمى بالمقاهي. مستوصفات القنب في الولايات المتحدة توجد كمنفذ للاستخدام الترفيهي والطبي. وتختلف هذه المحلات التجارية عن لمتجر الرئيسي في أنها تبيع فقط أدوات المخدرات. في عام 2015 ، جعلت مدينة سان دييغو «البديل الأخضر» أول مستوصف مارجوانا طبي مرخص ويوجد به خدمة توصيل في المدينة. يقع أكبر مستوصف للقنب في العالم في لاس فيغاس ، نيفادا على مساحة 112،000 قدم مربع تم افتتاحهاPlanet 13 Holdings

## مقهى
```
بدأ بيع الحشيش للقهوة في السبعينيات.  عرفت مؤسسات مثل 
مقهى القهوة الأصفر
 بتدخين القنب المفتوح والتعامل معه.  بعد انفجار المخدرات القوية ، بدأت السلطات في التسامح مع المخدرات الخفيفة وبيع القنب القانوني في المقاهي المسجلة.
[
4
]
```

## مستوصف

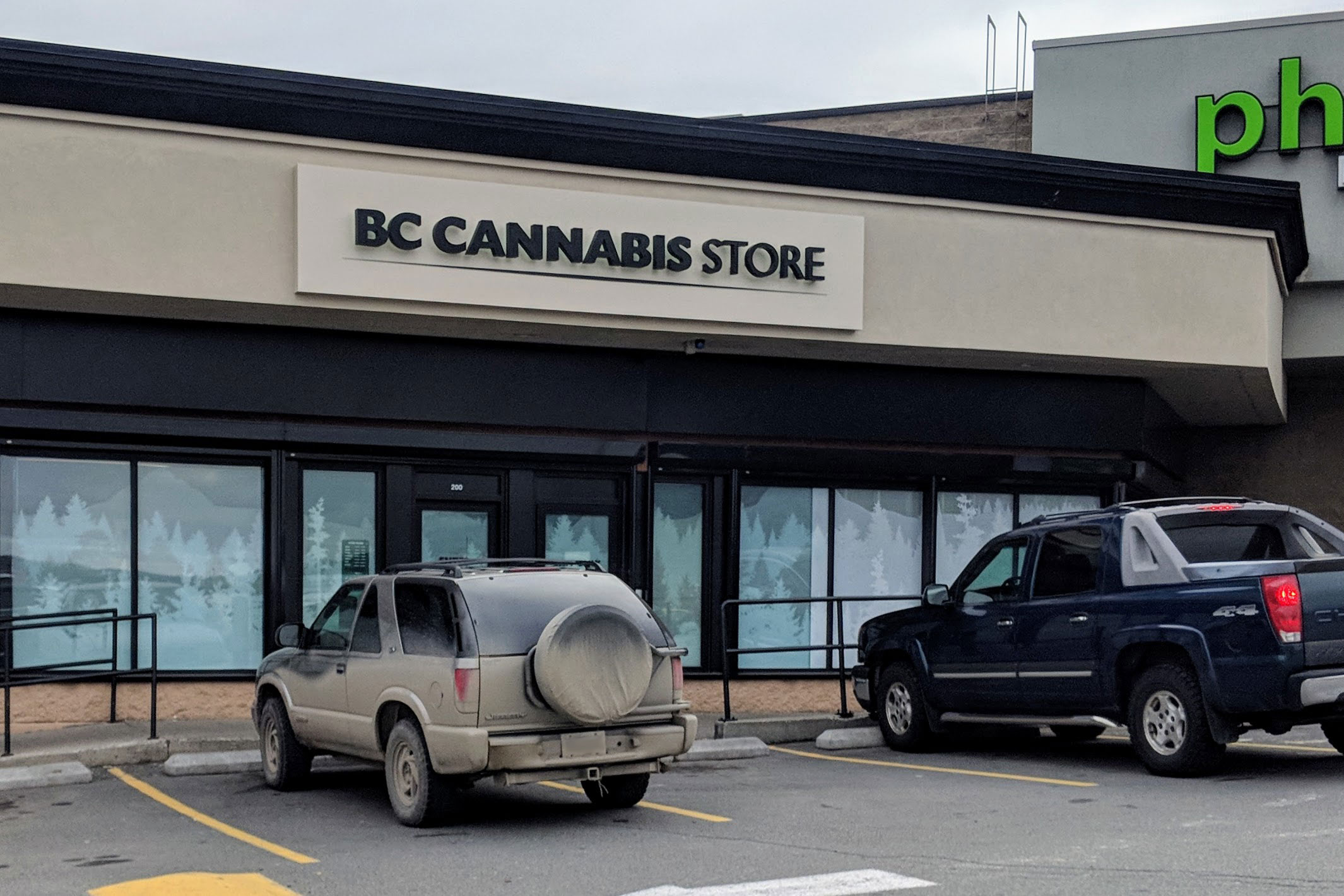
مستوصف القنب المملوك للحكومة في كولومبيا البريطانية ، كندا

في أقاليم معينة في الولايات المتحدة وكندا ، توزع المستوصفات القنب على عامة الناس أو في بعض الحالات فقط على المرضى المعتمدين.
في أوروغواي يتم بناء مستوصفات القنب من قبل الحكومة ويمكن بيعها للجمهور.

## النادي الاجتماعي
ظهرت أصلاً في الولايات المتحدة أثناء الحظر باعوا الحشيش كمسكر قانوني. توجد اليوم في نيوزيلندا ، إسبانيا بلجيكا,فرنسا,هولندا سلوفينيا,
 أستراليا . d ألمانيا.

### متجر القنب
في الهند ، سمحت عدة ولايات هندية لمتاجر القنب المرخصة ببيع ديكوت ، ديكوتيون من الحشيش. يبيعون بشكل رئيسي مشروبات بانج الهندية التقليدية المليئة بالقنب القنب لاسي والبرودة .